# Přírodní park Jelení vrch
Přírodní park Jelení vrch je chráněné území (přírodní park) v severovýchodní části Karlovarského kraje v okrese Karlovy Vary při státní hranici s Německem. V severozápadní části navazuje na přírodní park Přebuz. Největší obcí v přírodním parku jsou Nové Hamry (německy Neuhammer) s počtem obyvatel 337 (údaj k 1. lednu 2012), které se nacházejí u jihovýchodního okraje přírodního parku.
Další obcí na jižním okraji přírodního parku je Vysoká Pec (Hochofen) a její část Rudné (Trinksaifen), do roku 1991 místní části města Nejdek (Neudek).

## Přírodní poměry

### Geologie
Území se nachází v Přebuzské hornatině, která má převážně jednotnou geologickou stavbu. Podloží celého území přírodního parku tvoří žuly krušnohorského plutonu.
Na řadě míst na území, zejména v okolí zaniklé obce Jelení, se v žule vyskytuje cínové zrudnění, které bylo v minulosti předmětem hornického dobývání.

### Hydrologie
Oblast je odvodňována do Ohře. Významnějšími vodními toky v přírodním parku je řeka Rolava, která pramení v národní přírodní rezervaci Rolavská vrchoviště v sousedním přírodním parku Přebuz. Ta protéká celým přírodním parkem od západu na východ. Dalším vodním tokem je potok Černá voda, který zleva přibírá Bukový potok, pramenící v přírodní rezervaci Malé jeřábí jezero.

### Flóra
Téměř 90 % přírodního parku pokrývají smrkové lesy s malým množstvím javoru klenu a jeřábu obecného. V nejsevernější části území v přírodní rezervaci Malé jeřábí jezero se vyskytují rozsáhlejší porosty rašelinné kleče (Pino rotundatae-Sphagnetum), kde roste suchopýr pochvatý (Eriophorum vaginatum), kyhanka sivolistá (Andromeda polifolia) a rosnatka anglická (Drosera anglica).

### Fauna
Na území parku žijí ze savců jelen lesní (Cervus elaphus) a prase divoké (Sus scrofa), z ptáků zde hnízdí vzácné sovy kulíšek nejmenší (Glaucidium passerinum) a sýc rousný (Aegolius funereus).

## Hornická činnost

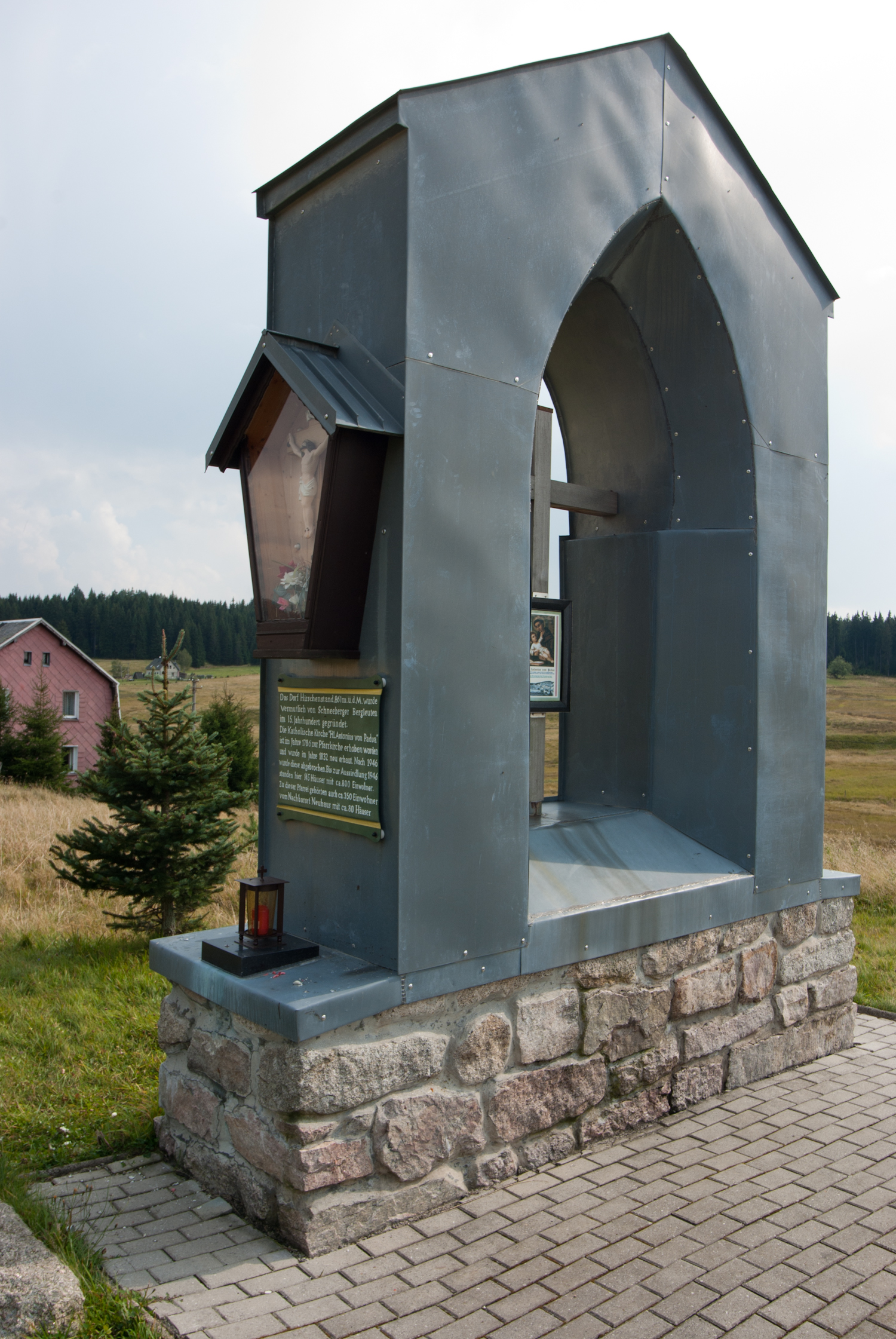
Památník v místě bývalého kostela svatého Antonína Paduánského v zaniklé obci Jelení

Na území přírodního parku probíhala prokazatelně hornická činnosti od 14. století, s centrem v okolí Jelení (Hirschenstand). Začátek rýžování cínové rudy je mnohými bánskými odborníky odhadován na 12.–13. století, avšak historické podklady chybí. Cínová ruda kasiterit (cínovec) byla zpočátku rýžována v okolí Jelení z náplavů, zejména říčky Rolavy a potoka Černá voda, který byl některými přírodovědci v 19. století považován za hlavní pramenný tok Rolavy. Pruhy rýžovnických kopečků (sejpů) jsou vidět dodnes v lesních úsecích okolo potoka Černá voda a jeho přítoku Bukového potoka. Jelení se řadí k nejdůležitějším a nejrozsáhlejším rýžovištím cínovce v Krušných horách. Největší rozmach hornictví nastal v druhé polovině 16. století. V 16. století se postupně přecházelo od rýžování k hlubinnému dobývání, i když rýžování se udržovalo souběžně s hlubinným dobýváním. Rovněž pozůstatky po hlubinném dobývání cínových rud, ústí štol, propadlé štoly a pinky, jsou dodnes zřetelné v terénu. Mezi nejviditelnější patří povrchový výrub Tagaushieb na návrší Hirschkopf jihovýchodně od Jelení, zřícená šachta St. Johannizeche u Jelení a zřícená dědičná štola v údolí potoka Černá voda. Rýžování i hlubinné dobývání cínové rudy na území přírodního parku probíhalo nejen v okolí Jelení, ale i v okolí Vysoké Pece i Rudné.

## Maloplošná chráněná území
Na území přírodního parku se nachází maloplošné chráněné území Malé jeřábí jezero.

## Turistika
Přírodním parkem Jelení vrch prochází od západu k východu zeleně značená turistická stezka.
V parku se nacházejí zajímavé místní naučné stezky:
- Naučná stezka Ruperta Fuchse
- Naučná stezka Vysoká Pec – Rudné